# RZD ET2
ET2(러시아어: ЭТ2, Электропоезд торжокский 2)는 1993년부터 도입된 러시아 철도의 전동차이다. 토르조크 차량 공장에서 생산되었으며, 모스크바 선, 옥탸브리스카야 선, 스베르들롭스크 선, 유즈나야 선, 유즈노우랄스카야 선, 자파드노시비르스카야 선, 칼리닌그라드스카야 선 등지에서 사용되고 있다.

## 변종

### ET2
1993년에서 1996년까지 총 26량 생산된 교외형 전동차이다.

### ET2L
안락한 좌석이 달려 있는 교외형 전동차이다. 1999년 1편성(ET2L-027)만 생산되었고 6량 1편성이다. 옥탸브리스카야 선의 상트페테르부르크-노브고로드 사이에서 운행되었다.

### ET2M
1999년 생산된 변종이다.

### ET2ML
2004년부터 생산된 교외형 전동차이다.
- ET2ML-063: 유즈노우랄스카야 선, 6량
- ET2ML-065, 066: 유즈노우랄스카야 선, 8량
- ET2ML-075: 옥탸브리스카야 선, 8량. 상트페테르부르크-바바예보 간을 운행한다.
- ET2ML-077: 옥타브리스카야 선, 8량. 상트페테르부르크-루가 간을 운행한다.
- ET2ML-078: 옥타브리스카야 선, 8량. 상트페테르부르크-쿠즈네츠노예 간을 운행한다.

### ET2MRL
ET2MRL-062 8량 1편성이 제작되었으며, 2003년부터 유즈노우랄스카야 선에서 운행한다.

### ET2EM
에너지 절약형 교외형 전동차로 2005년에서 2006년까지 제작되었다. 옥탸브리스카야 선에서 운행한다.

### ET2A
4량 1편성 시험차로 유도 전동기를 사용하였고 운전석이 개조되었다. 1999년에 생산되었다.